# Bumblebee (Lied)
Bumblebee (englisch für Hummel) ist eine Ballade aus dem Jahre 2021, sie erscheint auf ABBAs neuntem Studioalbum Voyage und wurde von Benny Andersson und Björn Ulveaus geschrieben. Die Lead-Vocals übernimmt Anni-Frid Lyngstad.

## Inhalt
Bei einem Aufenthalt im Garten bemerkt der Protagonist eine Hummel zwischen den Pflanzen umherschwirren. Er beobachtet den „tiny fuzzy ball“ (kleinen Flauschball). Während er anschließend die Wolken beobachtet, hört er dem beruhigenden Summen des Tieres zu. Ihm kommt der Gedanke, dass es ziemlich absurd sei, an diesem Sommermorgen zu glauben, wir Menschen könnten gefangen sein in einer Welt, in der sich alles verändert, „too fast for bumblebees to adapt“ (zu schnell für Hummeln, um sich anzupassen). Er beobachtet weiter, wie die Wolken im Wind dahinsegeln, er hört auf das Summen der Hummeln und ist traurig über diejenigen, die solche Beobachtungen nie gemacht haben. Das Lied schließt mit den Worten: „Hear the hum of bumblebees“ (Hören Sie das Summen der Hummeln).

## Entstehung und Veröffentlichung
Das Lied entstand bei den zweiten Aufnahme-Sessions für das Album Voyage im Jahr 2021, nachdem sich die Gruppe dazu entschieden hatte, ihr Comeback mit einem neuen Album zu begleiten. Schließlich wurde Bumblebee am 5. November 2021 auf Voyage veröffentlicht.
Aufgrund des Streaming-Erfolgs des Albums konnte sich der Titel ohne Single-Auskopplung eine Woche auf Platz 25 der schwedischen Singlecharts positionieren.